# NGC 3201
NGC 3201 é um aglomerado globular de baixa latitude galáctica na constelação de Vela. Tem uma concentração central de estrelas muito baixa.
Foi descoberto por James Dunlop em 28 de maio de 1826.